# Ирхард
Ирхард (V или VII вв.) — епископ шотландских пиктов, память 24 августа.

## Житие
Святой Ирхард Шотландский (Irchard, Yrchard), или Эртхард (Erthard) родился в Кинкардиншире.
По преданию, св. Палладий (память 7 июля) отправил св. Сервана (память 1 июля) проповедовать на Оркнейские острова, а св. Тернана (память 12 июня), покровителя собора в Абернети — к пиктам. Св. Ирхард был учеником св. Тернана. Либо им, либо св. папой Римским Григорием Великим (память 3 сентября) в Риме он был поставлен во епископа. Имеются некоторые дискуссии относительно его жития.

## Тропарь, глас 1
Ordained by St Ternan, with him thou didst labour/
and preach the Gospel to the heathen Picts./
Pray for the faithful who celebrate thy memory and cry:/
Rejoice, O Father Ychard.